# 狩野直禎
狩野 直禎（かの なおさだ、1929年〈昭和4年〉11月8日 - 2017年〈平成29年〉2月7日）は、日本の東洋史学者。京都女子大学名誉教授。

## 来歴
東京府生まれ。1950年旧制第三高等学校を経て、1953年京都大学文学部史学科卒業（東洋史専攻で、古代中国史を専門）。1961年聖心女子大学助教授、1971年京都女子大学文学部教授。1993年から1997年まで学長。1998年定年退任となり名誉教授の称号を授与。
1994年、「後漢政治史の研究」で京大文学博士。『三国志』などについて一般向けの著書が多く、「三国志学会」会長でもあった。また第三高等学校の校史の編纂にあたった。

## 家族・親族
狩野直喜の嫡孫で、弟子らの講義ノートを基に著作の編さん解説を行った。

## 著書
- 『諸葛孔明』人物往来社 [中国人物叢書] 1966年、新版1981年/PHP文庫 2003年
- 『「三国志」の世界 諸葛孔明と仲達』清水書院 [センチュリーブックス] 1971年、新版2017年
- 『史記「人間学」を読む』学陽書房、1984年/『「史記」の人物列伝』同・人物文庫 1998年
- 『「三国志」の知恵』講談社現代新書 1985年/法藏館 2019年。解説井波律子
- 『「韓非子」の知恵』講談社現代新書 1987年/PHP文庫 2000年
- 『治世の人 乱世の人 中国の治者と覇者 その叡智と器量』学陽書房 1989年
- 『三国時代の戦乱』新人物往来社[中国史叢書] 1991年
- 『後漢政治史の研究』同朋舎 1993年（東洋史研究叢刊）
- 『孔子 「論語」の人間学』学陽書房、1998年/『「論語」の人間問答』PHP文庫 2002年
- 『図解雑学 論語』ナツメ社 2001年
- 『「中国の歴史」がわかる50のポイント 古代から現代中国までの流れが見える』PHP文庫 2004年
- 『中国「宰相・功臣」18選 管仲、張良から王安石まで』PHP文庫 2008年

### 翻訳・記念論集
- 班固『漢書郊祀志』西脇常記共訳注、平凡社東洋文庫 1987年
- 『三国志論集 狩野直禎先生傘寿記念』三国志学会編・発行、汲古書院 2008年